# Arif Mirsojew
Arif Mirsojew (aserbaidschanisch Arif Abdulla oğlu Mirzəyev; * 10. April 1944 in Baku, Sowjetunion) ist ein sowjetischer, russischer, aserbaidschanischer Komponist, Organist und Pianist.

## Leben
Arif Mirsojew wuchs in Baku in einer Intellektuellenfamilie mit alten musikalischen Traditionen auf. Seine musikalische und Komponistenausbildung schloss er am Staatskonservatorium Aserbaidschans bei Qara Qarayev ab und studierte Theorie und Geschichte der Orgelmusik am Moskauer Konservatorium (N. Malina, S. Dischur). Er arbeitete auch als Musikpädagoge.
Arif Mirsojews Musik wurde von einer Reihe bekannter Interpreten gespielt (F. Badalbeli, N. Gavrilova, N. Gureeva, L. Dedova, N. Kogan, M. Makarova, A. Markov, A. Sevidov, A. Slobodiannik, Alexander Fiseisky, N. Yashvili).
Zurzeit lebt Arif Mirsojew in Fulda.

## Künstlerisches Konzept
Arif Mirsojew verbindet als Komponist in polystilistischer Weise westliche Polyphonie, orientalische Improvisationstechniken (Mughamat) und Musikstile verschiedener religiöser Richtungen – des Islams sowie der evangelischen und katholischen Musik. Zweimal wurde er zum Staatspreis der Russischen Föderation (2000, 2002) im Bereich Kunst nominiert. Er ist ein Fachmann für die Musik von Johann Sebastian Bach und Mitglied der Komponistenvereinigung Russlands und Aserbaidschans seit 1979, der Societas Bach Internationalis (Leipzig, 1994).
Mirsojews Hauptinstrument ist die Orgel, daneben ist er auch Komponist vieler Kammer-, Vokal- und Jazzstücke.

## Werke
- Choral und klassische Fuge für Orgel Solo (1963)
- Klavierzyklus „24 Präludien“ (1966–1989)
- Streichquartett für zwei Geigen, Alt und Cello (1978)
- Sonate für Geige und Klavier („Leipziger“, 1969)
- Jazzkonzertino für zwei Flügel (1989)
- Solo Orgelsynphonie in memoriam Johann Sebastian Bach (1984)
- Islamische Trauermesse Januarpassionen (1992)
- Sarabande für Prinzessin Diana, Orgel solo (1997)
- New-Yorker Passionen für Kammerorchester (2001)
- Zweite Orgelsymphonie Üzeyir Hacıbəyov (2008)

## Uraufführungen
- Moskauer Konservatorium, großer Saal (Moskau, UdSSR, 1985)
- Katholische Stadtkirche (Kiew, Ukraine, 1986)
- Konzertsaal Pjotr Iljitsch Tschaikowski (Moskau, UdSSR, 1987)
- Niguliste kirik (Tallinn, Estland, 1987)
- Kaliningrad Regional Philharmonie (Königsberg / Kaliningrad, Russland, 1987)
- Matthiaskirche (Budapest) (Budapest, Ungarn, 1987)
- Radio MDR, Leipzig, 1994
- Haus der Orgel- und Kammermusik ("Deutsche Kirche"), Baku, Aserbaidschan, 1994
- Kathedrale St Giles, Edinborough, UK, 1996
- Westminster Abbey, London, UK, 1996
- Kathedrale der Unbefleckten Empfängnis (Moskau), Moskau, Russland, 2002
- Elisabethenkirche, Fulda, Deutschland, 2007
- Stockholms stadshus, Stockholm, Schweden, 2009
- Sankt Petersburger Philharmonie, Sankt Petersburg, Russland, 2009
- Nikolaikirche (Leipzig), Leipziger OrgelHerbst, Leipzig, Deutschland, 2010
- St.Peter, München, Deutschland 2012
- Gabala Music Festival, Gabala, Aserbaidschan, 2014
- Haus der Orgel- und Kammermusik, Baku, Aserbaidschan
- Center for World Music (CWM), der Universität Hildesheim, Hildesheim, Deutschland, 2016

In der russischen und europäischen Presse wird Arif Mirsojew „J. S. Bach des Orients“ genannt (A. Kotlarewski, Kurt Masur, Udo Zimmermann).